# 巴宁顿苑
巴宁顿苑（英語：Barrington Court）是一座都铎时代风格的庄园，并附有一个馬棚。位于英格兰萨默塞特郡伊尔明斯特附近的巴宁顿。巴宁顿苑始建于约1538年，完工于15世纪50年代末，马棚则完工于1675年。
巴宁顿苑至1745年一直被几个家族所拥有，之后年久失修，被用作租佃农场，后由建筑师阿尔弗雷德·霍尔·鲍威尔所修缮。1907年，在古董研究者哈德威克·罗恩斯利的提议下，巴宁顿苑被英国国民信托收购。虽然阿尔福里斯顿牧师楼更早被国民信托收购，但国民信托宣称这是他们收购的首座房屋。20世纪20年代，在亚瑟·莱尔上校和他的妻子埃尔西同意从国民信托获得一份99年期限的修缮租约后，巴宁顿苑开始翻修，翻修工程于1921年开始。在改造过程中，马棚被改造成住宅，并新建造了一些附属建筑，花园和大门。